# Hisako Kanemoto
Hisako Kanemoto (金元 寿子?, Kanemoto Hisako), nota anche con lo pseudonimo di Juri Aikawa (相川 寿里?, Aikawa Juri) (Prefettura di Okayama, 16 dicembre 1987), è una doppiatrice giapponese.

## Doppiaggio

### Anime
- Cameriera A, Donna B in Battle Spirits - Dan il Guerriero Rosso
- Miku Edogawa in Sora no Manimani
- Judy in Jewelpet Twinkle☆
- Radio in Mayoi Neko Overun
- Uika in Ōkami-san to shichinin no nakamatachi
- Katsuragi in Sekirei ~Pure Engagement~
- Ika Musume in Shinryaku! Ika Musume
- Kanata Sorami in So Ra No Wo To
- Misaki Nakasorachi in Aria the Scarlet Ammo
- Nozomi Kujo in Bleach
- Mael Strom/Yuki "Tomonori" Yoshida in Kore wa zombie desu ka?
- Ika Musume in Shinryaku!? Ika Musume
- Aikatsu!
- Grunhilde Serenity in Bodacious Space Pirates
- Fairy in Jinrui wa suitai shimashita
- Mael Strom/Yuki "Tomonori" Yoshida in Kore wa zombie desu ka? of the Dead
- Yui Kiriyama in Kokoro Connect
- Asteria Lizamarie de Roschefall in Rinne no Lagrange
- Yayoi Kise/Cure Peace in Smile Pretty Cure!
- Luctiana in Zero no Tsukaima F
- Ami Mizuno/Sailor Mercury in Sailor Moon Crystal
- Haru Ichinose in Akuma no Riddle
- Maria in Maria the Virgin Witch
- Suu in Mewkledreamy
- Katyusha in Girls und Panzer
- Lilynette Piani in Overlord
- Haruka Kotoura in Kotoura-san
- Murakumo in Senran Kagura Shinovi Master
- Elmesia El-Ru Sarion in That Time I Got Reincarnated as a Slime
- Rikugen Kyoko in Why Does Nobody Remember Me in This World?
- Sakura Natsume in Can a Boy-Girl Friendship Survive?[1]
- Deux Murasame in Mobile Suit Gundam GQuuuuuuX
- Kujira no Kora wa Sajou ni Utau: Sami

### Film
- Asuna Watase in Viaggio verso Agartha
- Yayoi Kise/Cure Peace in Eiga Pretty Cure All Stars New Stage - Mirai no tomodachi
- Yayoi Kise/Cure Peace in Eiga Smile Pretty Cure! - Ehon no naka wa minna chiguhagu!
- Yayoi Kise/Cure Peace in Eiga Pretty Cure All Stars New Stage 2 - Kokoro no tomodachi
- Yayoi Kise/Cure Peace in Eiga Pretty Cure All Stars New Stage 3 - Eien no tomodachi
- Yayoi Kise/Cure Peace in Eiga HUGtto! Pretty Cure Futari wa Pretty Cure - All Stars Memories
- Ami Mizuno/Sailor Mercury in Sailor Moon Eternal

### OAV
- Watayuki Amatsuka in Baby Princess 3D Paradise 0
- Kururi Orihara in Durarara!!
- Akino Mikogai in Yumekuri

### Videogiochi
- Grave in Goddess of Victory: Nikke
- Nonono in Dream Club Zero
- Michie Sawada in Heroes Phantasia
- Sherry Birkin in Resident Evil: Operation Raccoon City
- Flandre Scarlet in Kōmajō Densetsu II: Stranger's Requiem
- Mai Sakura in Photo Kano
- Yayoi Kise/Cure Peace in Smile Pretty Cure! Let's Go! Märchen World
- Kanata Sorami in So Ra No Wo To: Otome no Quintet
- Hazawa Tsugumi in Bang Dream! Girls Band Party
- Murakumo in Senran Kagura: Shinovi Versus
- Yuni Korgtech in Dungeon Travelers 2: The Royal Library & the Monster Seal
- Fie Claussell in The Legend of Heroes: Trails of Cold Steel
- Rin in Akiba's Trip: Undead & Undressed
- Livie Colette in God Eater 2: Rage Burst
- Djeeta in Granblue Fantasy
- Murakumo in Senran Kagura: Bon Appétit!
- Fie Claussell in The Legend of Heroes: Trails of Cold Steel II
- Lucky Chloe in Tekken 7
- Murakumo in Senran Kagura: Estival Versus
- Mia in Xenoblade Chronicles X
- Minnette Goroneze in Bravely Second: End Layer
- Ouka Satsurikuin e Amy in Nitroplus Blasterz: Heroines Infinite Duel
- Sakura in Fire Emblem: Fates
- Archer/Tomoe Gozen e Caster/Helena Blavatsky in Fate/Grand Order
- Fie Claussell in The Legend of Heroes: Akatsuki no Kiseki
- Eiko Carol in World of Final Fantasy
- Eiko Carol in Dissidia Final Fantasy: Opera Omnia
- Syrene e Sakura in Fire Emblem Heroes
- Murakumo in Senran Kagura: Peach Beach Splash
- HMS Black Prince, IJN Jintsuu e HMS Kent in Azur Lane
- Fie Claussell in The Legend of Heroes: Trails of Cold Steel III
- Sakura in Fire Emblem Warriors
- Clone Uathach in Million Arthur: Arcana Blood
- Murakumo in Shinobi Master Senran Kagura: New Link
- Murakumo in Senran Kagura Burst Re:Newal
- Fie Claussell in The Legend of Heroes: Trails of Cold Steel IV
- Yumemaru in Onimusha: Warlords HD
- Ptilopsis in Arknights
- Djeeta in Granblue Fantasy: Versus
- Fie Claussell in The Legend of Heroes: Trails into Reverie
- Nilou in Genshin Impact
- Junko Akashi in Blue Archive
- Djeeta in BlazBlue Alternative: Dark War
- Yuito Sumeragi (giovane) in Scarlet Nexus
- Miyako Arima in Melty Blood: Type Lumina
- Fie Claussell e Odette in The Legend of Heroes: Trails through Daybreak
- Odette in The Legend of Heroes: Trails through Daybreak II
- Djeeta in Granblue Fantasy: Versus Rising
- Djeeta in Granblue Fantasy: Relink
- Yunifi in Unicorn Overlord
- Faerie in Visions of Mana